# Nowe Chrapowo
Nowe Chrapowo (deutsch Neu Grape oder Neugrape) ist ein Dorf in der Woiwodschaft Westpommern in Polen. Es gehört zur Gmina Bielice (Gemeinde Beelitz)  im Powiat Pyrzycki (Pyritzer Kreis).

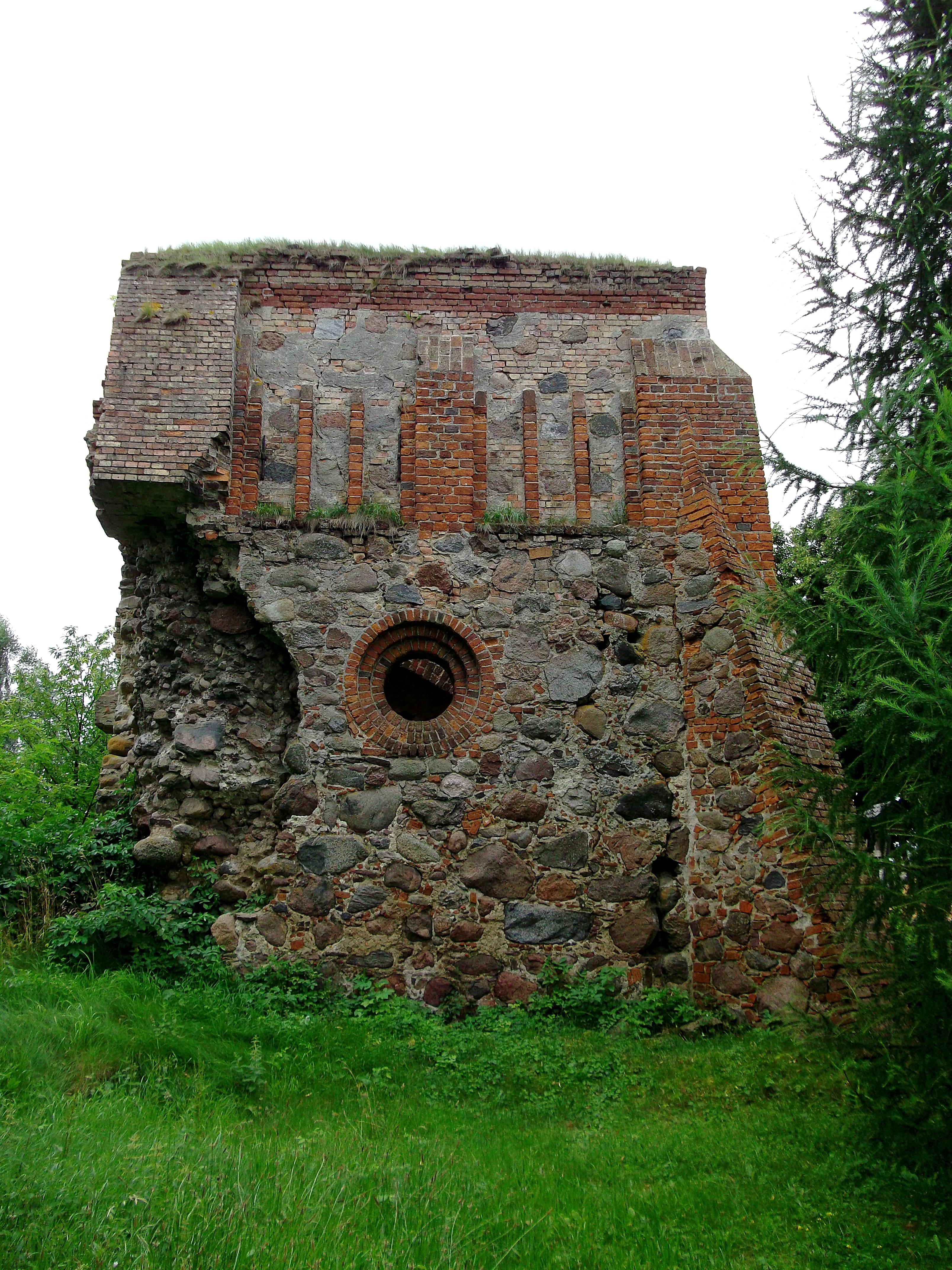
Kirchenruine (Aufnahme von 2012)

## Geschichte
Seit dem 19. Jahrhundert bestanden im Kreis Pyritz der preußischen Provinz Pommern der Gutsbezirk Neu Grape und die Landgemeinde Neu Grape nebeneinander. Im Jahre 1910 zählte der Gutsbezirk Neu Grape 112 Einwohner und die Landgemeinde Leine 242 Einwohner. Später wurde der Gutsbezirk in die Landgemeinde eingemeindet. Die Gemeinde zählte dann im Jahre 1925 324 Einwohner in 69 Haushaltungen und im Jahre 1939 309 Einwohner. Zur Gemeinde gehörten keine weiteren Wohnplätze.
Nach dem Zweiten Weltkrieg kam Neu Grape, wie ganz Hinterpommern, an Polen. Der Ortsname wurde zu „Nowe Chrapowo“ polonisiert.

## Söhne und Töchter des Ortes
- Hans Siegmund von Sydow (1695–1773), preußischer Oberst und Chef eines Garnisonsregiments
- Richard Voß (1851–1918), deutscher Schriftsteller